# Inenek-Inti
Inenek, más néven Inti ókori egyiptomi királyné volt a VI. dinasztia idején; I. Pepi egyik felesége.
Inenek-Intit egy dél-szakkarai piramisba temették, közel I. Pepi piramiskomplexumához, Nubwenet királyné piramisától nyugatra. Inenek-Inti valamivel jelentősebb személy lehetett, mint Nubwenet, mert piramisa és halotti temploma is nagyobb az övénél. Piramiskomplexumát kerítésfal veszi körül, halotti temploma egy sarok köré épült, kis, oszlopos csarnokból áll, valamint nyitott udvarból, melyben áldozati asztalok álltak.
Inenek-Inti címei: „Örökös hercegnő” (ỉrỉ.t-pˁt); „Az előkelők közt az első” (ḥˁtỉ.t-pˁt); „A király felesége” (ḥm.t-nỉsw-t); „A király szeretett felesége” (ḥm.t-nỉsw-t mrỉỉ.t=f); „Merehu leánya” (z3.t-mrḥw); „Geb leánya” (z3.t-gb).

## Fordítás
- Ez a szócikk részben vagy egészben  az   Inenek-Inti című angol Wikipédia-szócikk ezen változatának fordításán alapul.  Az eredeti cikk szerkesztőit annak laptörténete sorolja fel. Ez a jelzés csupán a megfogalmazás eredetét és a szerzői jogokat jelzi, nem szolgál a cikkben szereplő információk forrásmegjelöléseként.